# Limenitis amarapta
Limenitis amarapta är en fjärilsart som beskrevs av Hans Fruhstorfer 1913. Limenitis amarapta ingår i släktet Limenitis och familjen praktfjärilar. Inga underarter finns listade i Catalogue of Life.